# Sphinx aurigutta
Sphinx aurigutta är en fjärilsart som beskrevs av Rothschild och Jordan 1903. Sphinx aurigutta ingår i släktet Sphinx och familjen svärmare. Inga underarter finns listade i Catalogue of Life.